# 社皮 (屏東縣)
社皮，是臺灣屏東縣萬丹鄉的一個傳統地域名稱，位於該鄉西北部。相較於今日行政區，其範圍大致包括社皮村、社中村、社上村、磚寮村、社口村、廣安村不含最東端。

## 歷史
台灣日治初期，社皮地區為一街庄，稱為「社皮庄」，隸屬於港西中里。該庄北與頭前溪庄、公館庄為鄰，東北與大湖庄為鄰，東南與濫庄為鄰，南邊為下蚶庄，西邊隔淡水溪（今高屏溪）與翁公園庄為界。
1901年（日治明治三十四年）11月，全台設置二十廳，該庄隸屬於阿猴廳。1903年（明治三十六年）12月，阿猴廳改名為阿緱廳。1904年（明治三十七年）4月，該庄編入「社皮區」，隸屬於阿緱廳。1909年（明治四十二年）10月，合併二十廳為十二廳，社皮區仍隸屬於阿緱廳。1920年（大正九年），廢十二廳改設五州二廳，該庄改制為「社皮」大字，隸屬於高雄州東港郡萬丹庄。
戰後萬丹庄改制為萬丹鄉，隸屬於高雄縣，大字亦改制為村。1946年（民國35年）4月，原屬高雄縣之萬丹鄉、長興鄉（含今麟洛鄉）、九塊鄉劃入省轄屏東市，改稱萬丹區、長治區、九如區，村亦改制為里。1950年（民國39年）10月，高、屏分治，屏東市改制為縣轄市，隸屬於屏東縣，萬丹區、長治區、九如區改制為萬丹鄉、長治鄉、九如鄉，亦隸屬於屏東縣，里再改制為村。

## 聚落
本地區發展較早的聚落有磚仔磘藔、社皮、廣安等，在日治期初期的官方地圖上已有記載。

## 交通
省道台27線是荖濃至烏龍的幹道，經過本地區廣安聚落。由該道路北行可前往屏東市、九如鄉/長治鄉交界地帶、鹽埔鄉、高樹鄉、高雄市六龜區，並止於下荖濃聚落的省道台20線路口；南行可前往萬丹鄉萬丹市區、新園鄉，並止於烏龍聚落南郊的省道台17線路口。
縣道189號是屏東機場至林邊的道路，經過本地區社皮、廣安等聚落。由該道路北行可前往屏東市西部、屏東市/九如鄉邊界地帶，並止於屏東機場北側的省道台3線路口；南行可前往萬丹鄉萬丹市區、竹田鄉、潮州鎮、新埤鄉、林邊鄉，並止於林邊市區的省道台17線路口。
鄉道屏41線是崙上至廣安的道路。
鄉道屏41-1線是大湖至板橋頭的道路。
鄉道屏45線是頂宅至下廍的道路。
鄉道屏47線是頭前溪至社皮的道路。
鄉道屏48線是社皮至內埔的道路。
鄉道屏53線是社皮至水泉的道路。

## 廟宇
- 水流仙姑寺（姑娘廟）